# Morašice (district de Chrudim)
Pour les articles homonymes, voir Morašice.
Morašice (en allemand : Moraschitz) est une commune du district de Chrudim, dans la région de Pardubice, en République tchèque. Sa population s'élevait à 750 habitants en 2022.

## Géographie
Morašice se trouve à 7 km au sud-à l'ouest-ouest du centre de Chrudim, à 13 km au sud-sud-ouest de Pardubice et à 93 km à l'est-sud-est de Prague.
La commune est limitée par Lány au nord, par Stolany à l'est, par Mladoňovice à l'est et au sud, par Bojanov au sud-ouest, et par Vápenný Podol, Úherčice et Heřmanův Městec à l'ouest.

## Histoire
La première mention écrite de la localité date de 1226.

## Administration
La commune se compose de cinq sections :
- Holičky
- Janovice
- Morašice
- Skupice
- Zbyhněvice

## Galerie

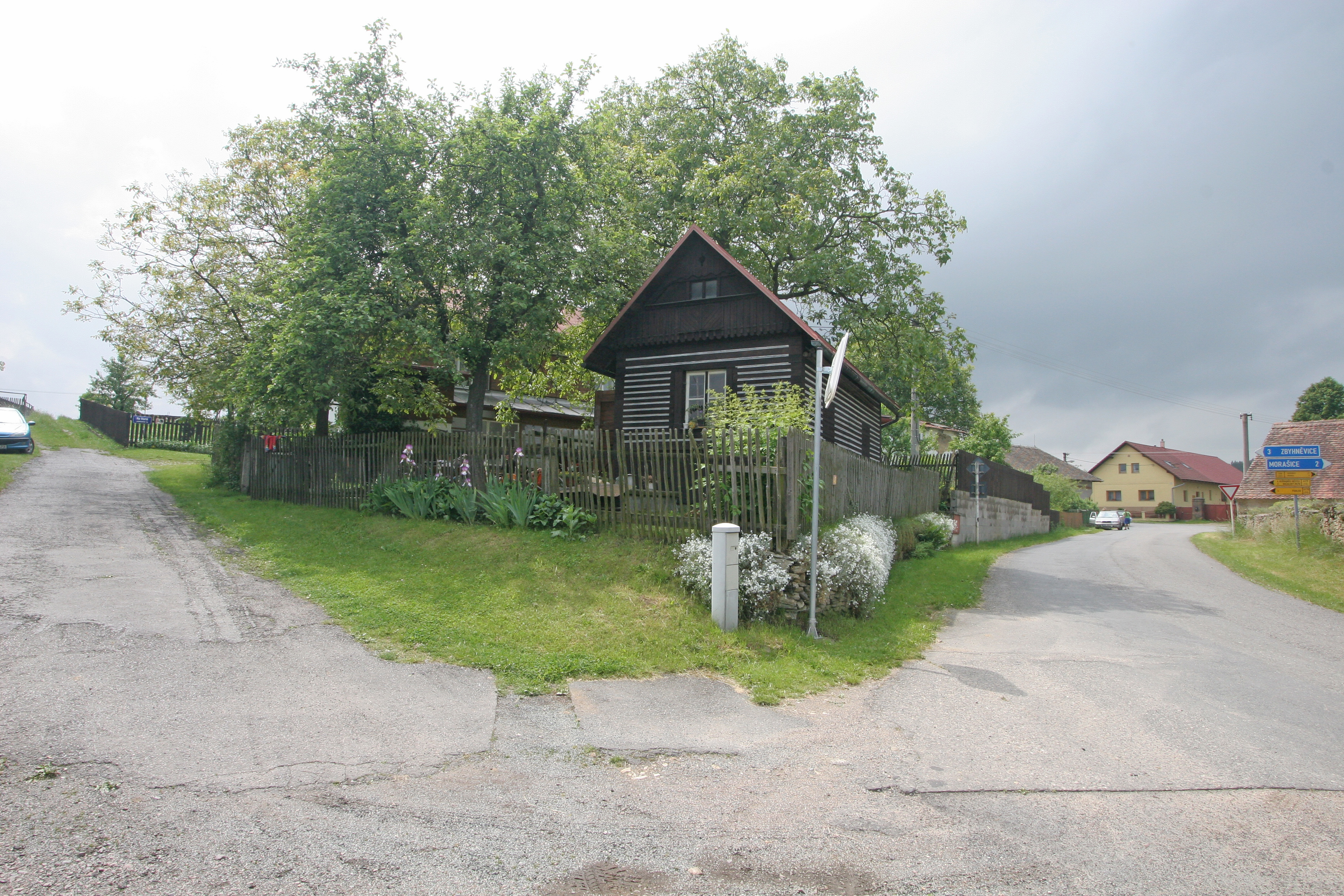
Janovice.
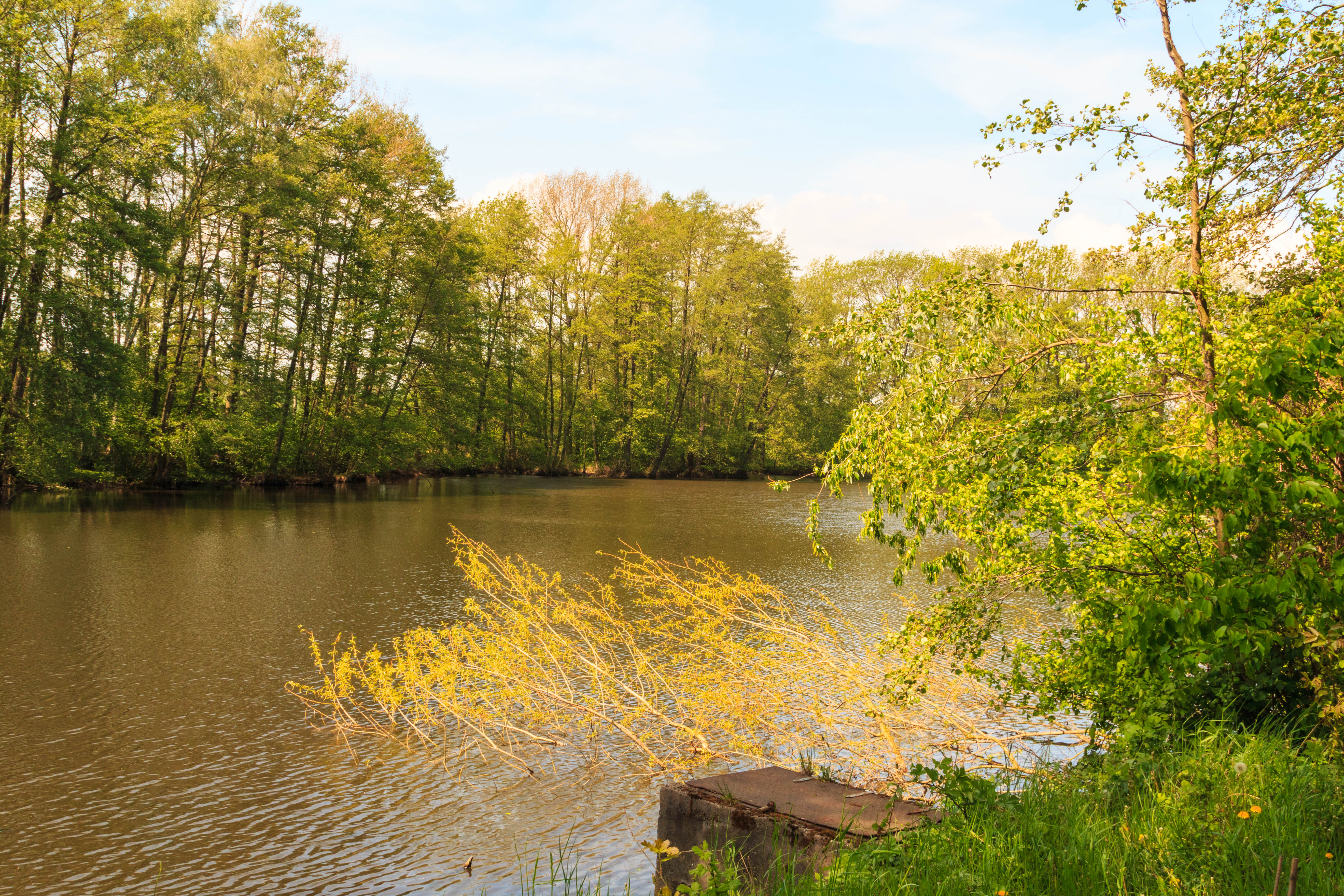
Étang Prachovna.

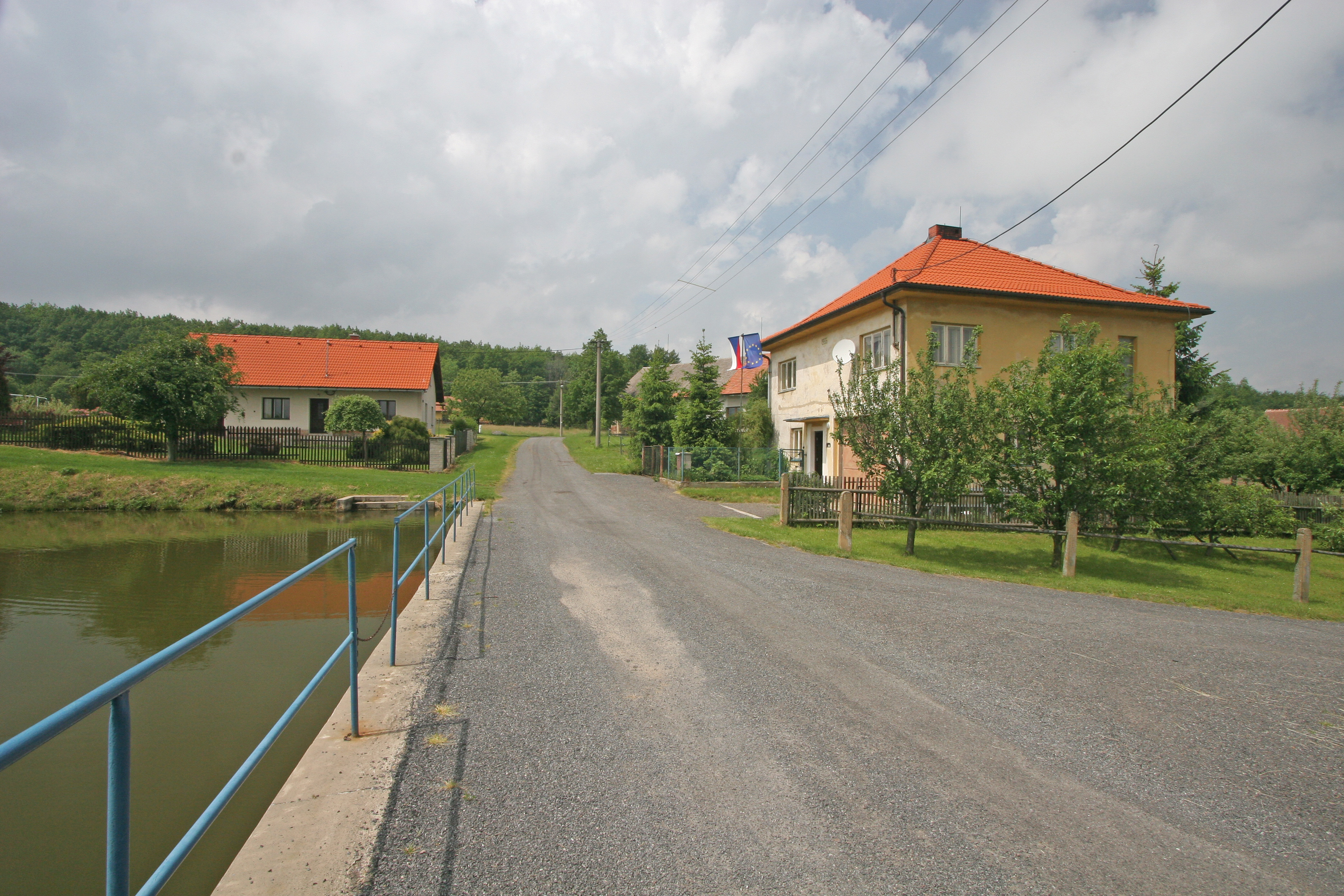
Zbyhněvice.

## Transports
Par la route, Morašice se trouve à 8 km de Chrudim, à 15 km de Pardubice et à 116 km de Prague. 